# Leiuranus
Leiuranus is een monotypisch geslacht van straalvinnige vissen uit de familie van slangalen (Ophichthidae). Het geslacht is voor het eerst wetenschappelijk beschreven in 1853 door Pieter Bleeker.

## Soort
- Leiuranus semicinctus (Lay & Bennett, 1839)
- Leiuranus versicolor (Richardson, 1848)